# Pontlevoy
Pontlevoy är en kommun i departementet Loir-et-Cher i regionen Centre-Val de Loire i de centrala delarna av Frankrike. Kommunen ligger i kantonen Montrichard som tillhör arrondissementet Blois. År 2022 hade Pontlevoy 1 537 invånare.

## Befolkningsutveckling
Antalet invånare i kommunen Pontlevoy
| Referens: INSEE |